# Alan Wake 2
Alan Wake 2 est un jeu vidéo d'horreur de survie développé par Remedy Entertainment et édité par Epic Games Publishing. Suite d'Alan Wake (2010), le jeu sort sur Microsoft Windows, PlayStation 5 et Xbox Series le 27 octobre 2023.
L'intrigue se déroule treize années après celle du premier volet et la disparition du célèbre écrivain Alan Wake. Ce deuxième volet est présenté comme un jeu d'horreur de survie psychologique à la vue à la troisième personne et met de nouveau en scène Alan Wake, mais également l'agente du FBI Saga Anderson, dans deux histoires distinctes qui peuvent être jouées dans n'importe quel ordre choisi par le joueur.
En mai 2013, Sam Lake annonce le jeu Quantum Break et explique qu’Alan Wake II ne peut actuellement pas voir le jour à cause de l’échec commercial du premier volet. En août 2019, le studio sort son nouveau jeu Control dont une de ses extensions, AWE, présente plusieurs personnages d'Alan Wake. Cette sortie est suivie par l'officialisation du « Remedy Connected Universe » qui relie plusieurs jeux du studio au sein d'un même univers. Alan Wake II  est officiellement annoncé lors de la cérémonie des Game Awards 2021 et sort le 27 octobre 2023 en dématérialisé, une version physique du jeu sort le 22 octobre 2024.
Le jeu supporte plusieurs contenus téléchargeables additionnels qui sont disponibles gratuitement après la sortie du jeu, tandis que deux extensions payantes, Night Springs et Lake House, servent à étendre l'histoire. Le jeu reçoit d'excellentes critiques, particulièrement pour sa version Microsoft Windows qui obtient la mention « universellement acclamé » sur l'agrégateur de notes Metacritic.

## Trame
| |  |  |
| Ilkka Villi (en) prête de nouveau ses traits à l'écrivain Alan Wake, tandis que Melanie Liburd interprète l'agente du FBI Saga Anderson. |  |  |

Treize années après la disparition du célèbre écrivain Alan Wake (Matthew Porretta,), une série de meurtres rituels se produit à Bright Falls, une petite ville du nord-ouest du Pacifique. Saga Anderson (Melanie Liburd,), une agente du FBI réputée arrive pour enquêter sur les meurtres ainsi que sur la disparition de son homologue, l'agent Robert Nightingale (Doug Cockle (en)),,. Elle découvre les pages d'une histoire d'horreur qui commence à se réaliser autour d'elle. Celle-ci a été écrite par Alan Wake afin qu'il puisse s'échapper du « cauchemar » au-delà du monde réel dans lequel il est emprisonné. Par ailleurs, son coéquipier est l'agent Alex Casey (James McCaffrey), protagoniste des romans écrits par Alan Wake.
Parmi les autres personnages, il y a notamment, Mr. Door (David Harewood), un présentateur de late-night show, le shérif Tim Breaker (Shawn Ashmore), Kiran Estevez (Janina Gavankar), membre du Federal Bureau of Control, Ahti (Martti Suosalo (en)), le concierge de l'Ancienne Maison, ainsi que les frères Ilmo et Jaakko Koskela (Peter Franzén),,,,.
Plusieurs figures familières de la ville de Bright Falls sont également présentes, comme Rose Marigold (Jessica Preddy), la serveuse du Oh Deer Diner, les frères Tor (Stuart Milligan (en)) et Odin (Harry Ditson) Anderson, membres du groupe Old Gods of Asgard ou encore Cynthia Weaver (Linda Marlowe (en)),.

Photos d'une partie des membres de la distribution secondaire.
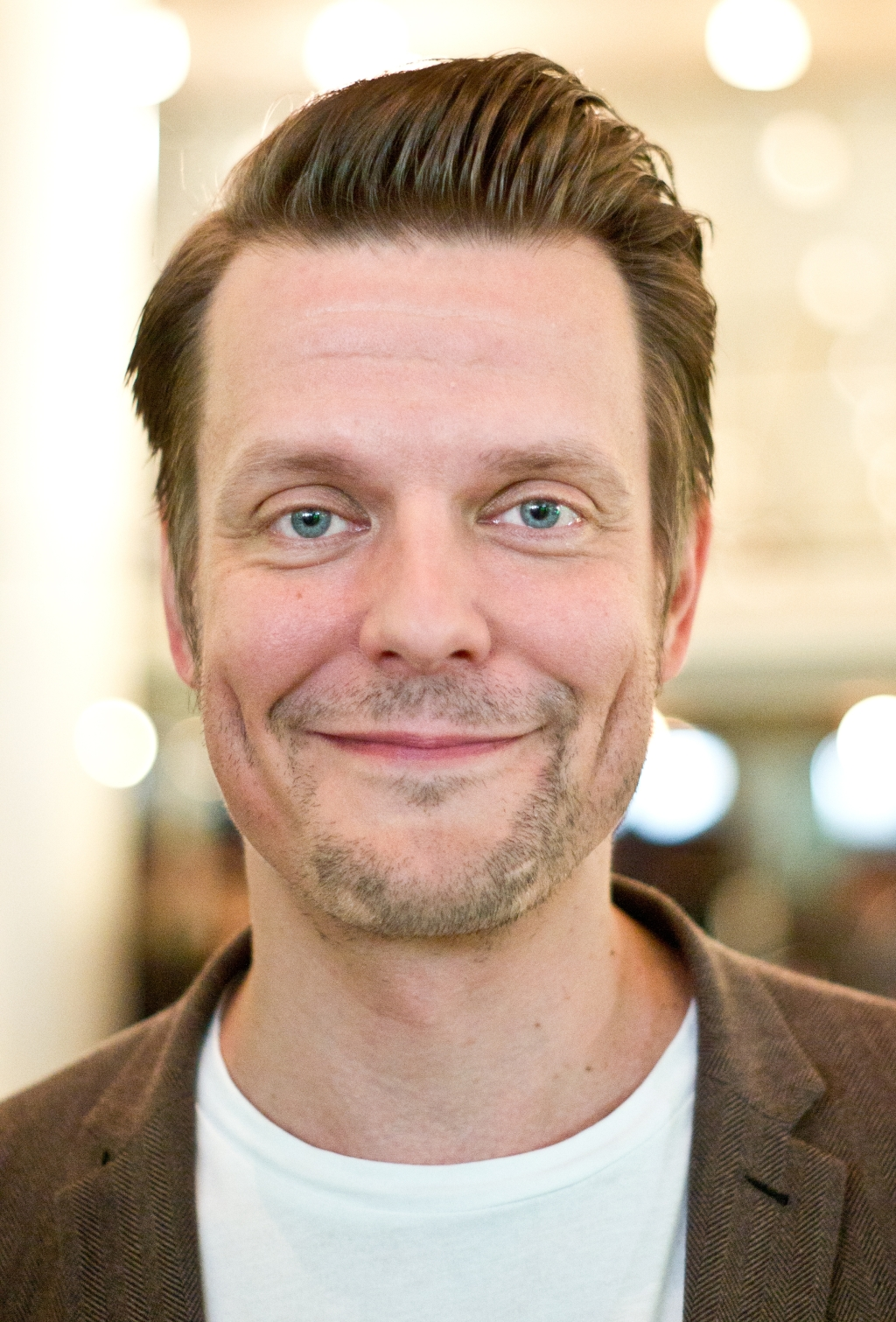
Sam Lake, visage d'Alex Casey.
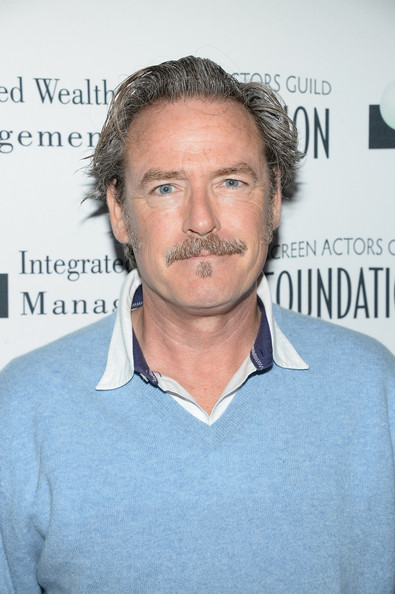
James McCaffrey, voix d'Alex Casey.
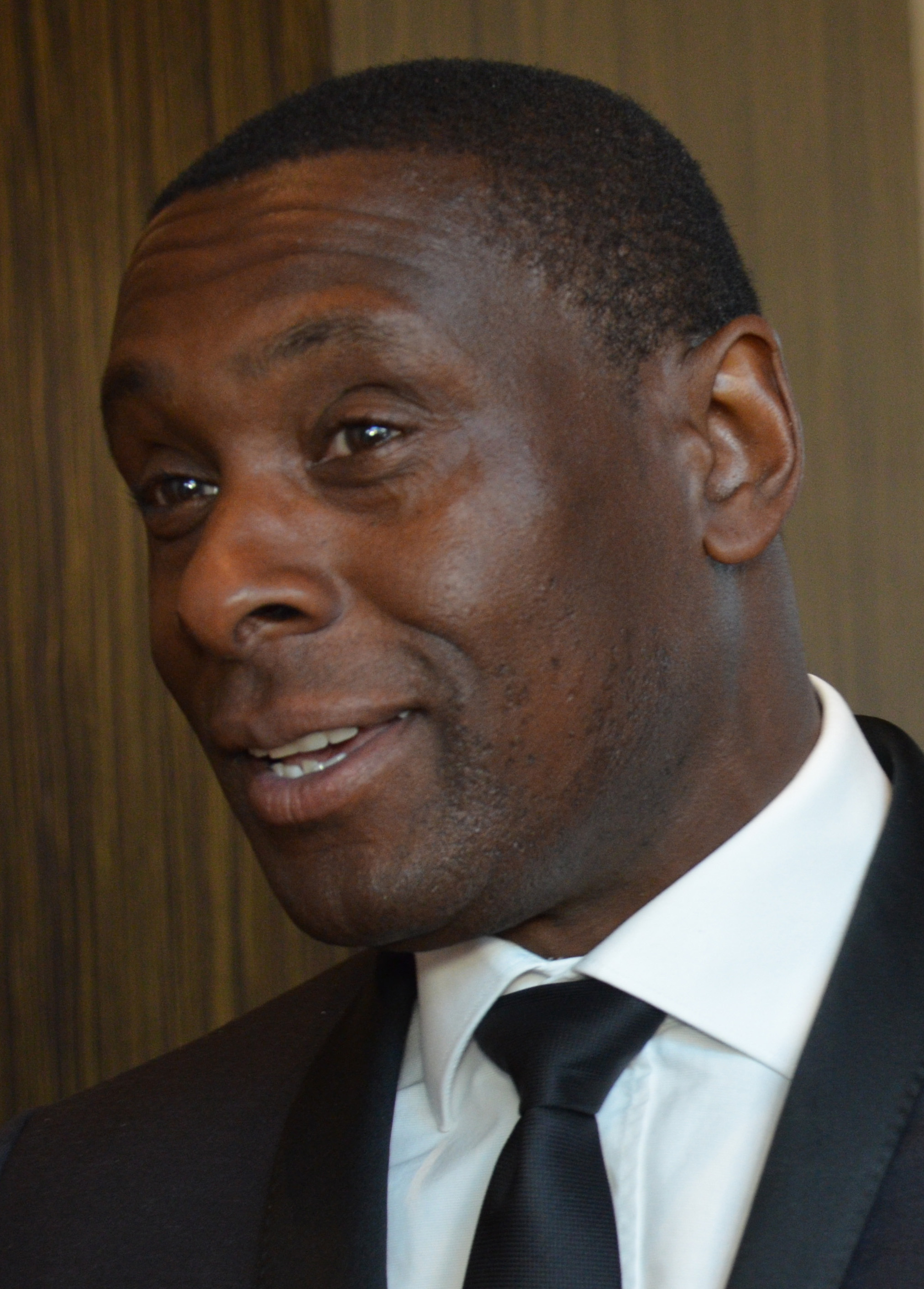
David Harewood, interprète de Mr. Door.
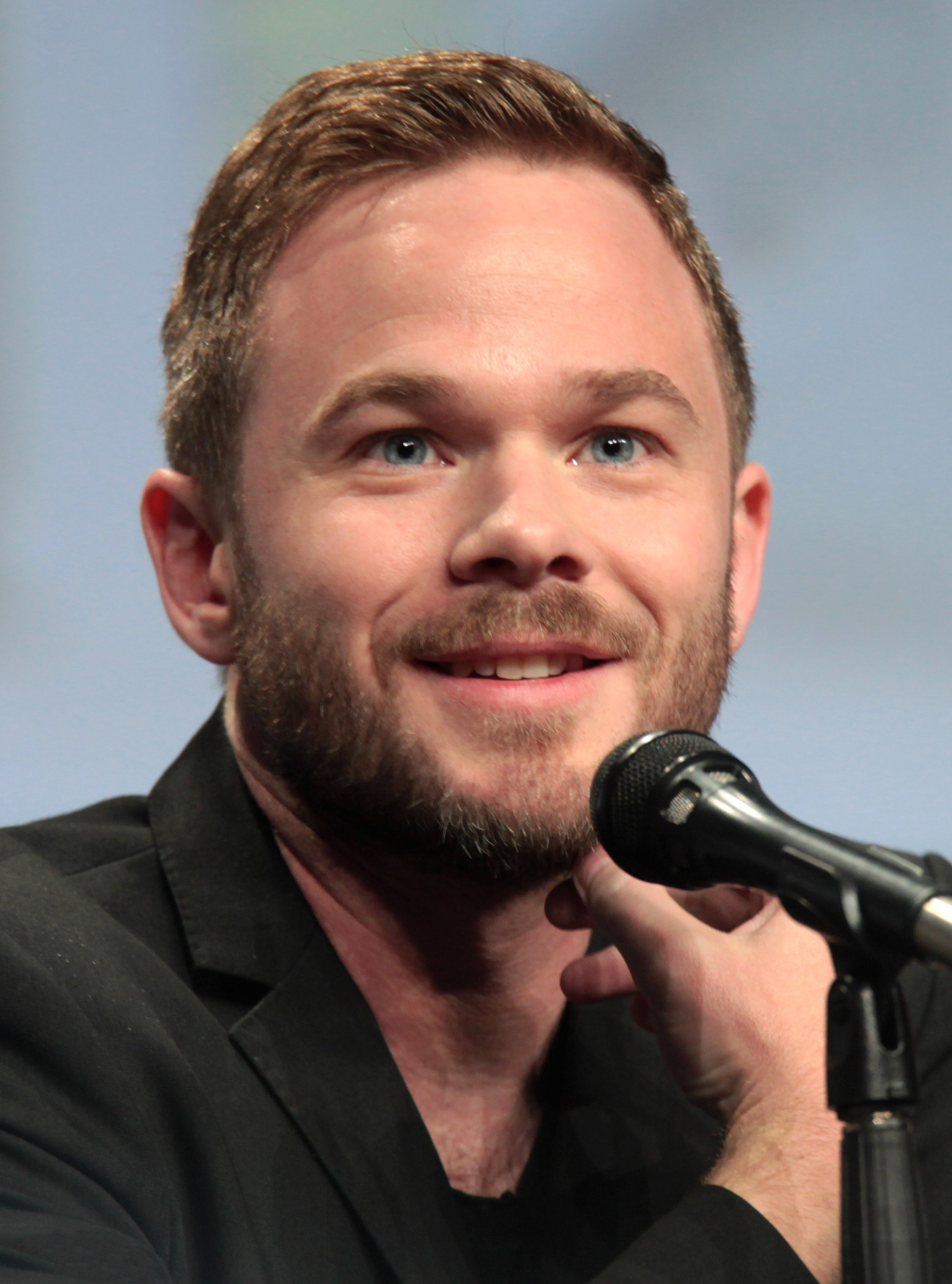
Shawn Ashmore, interprète du shérif Tim Breaker.
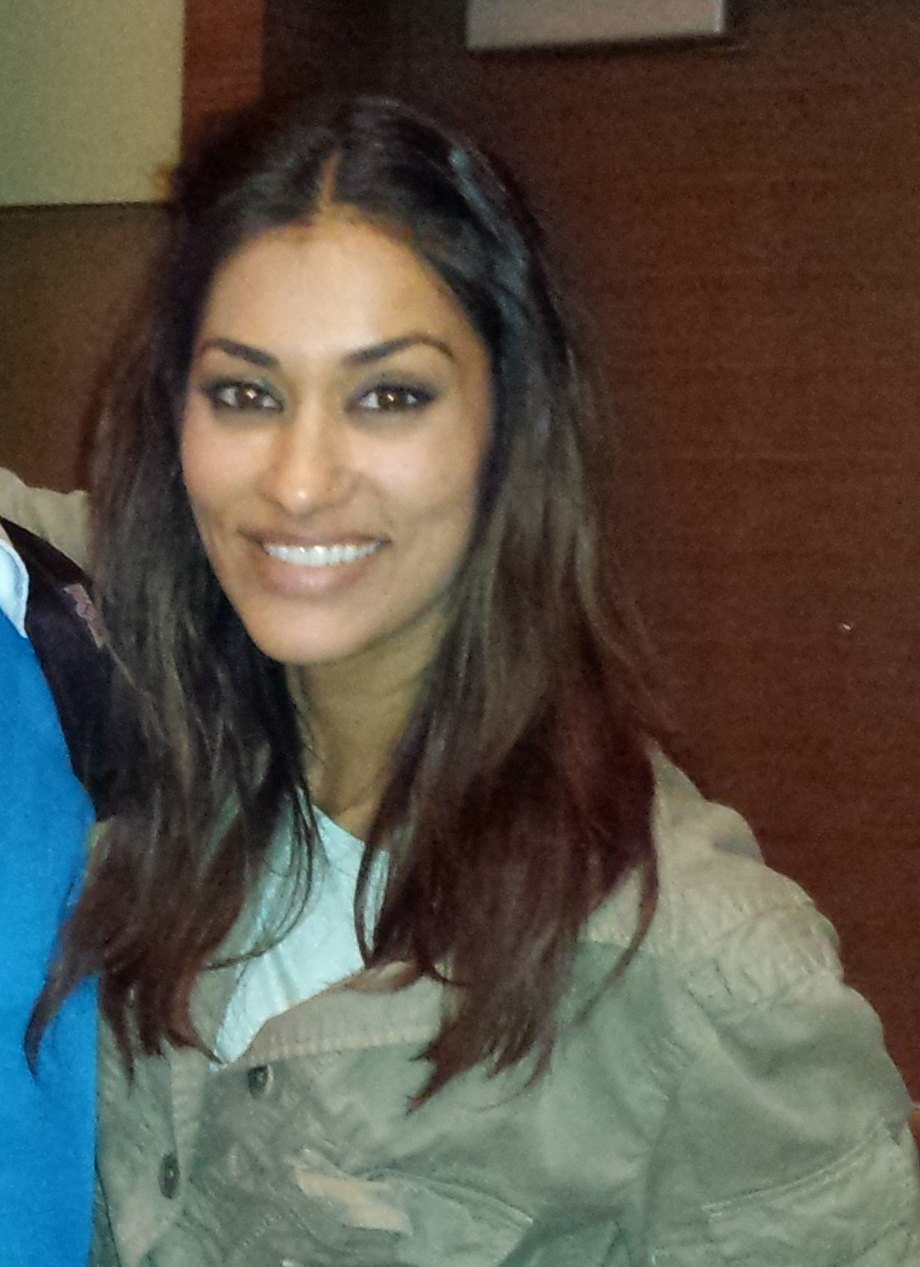
Janina Gavankar, interprète de l'agente Kiran Estevez.
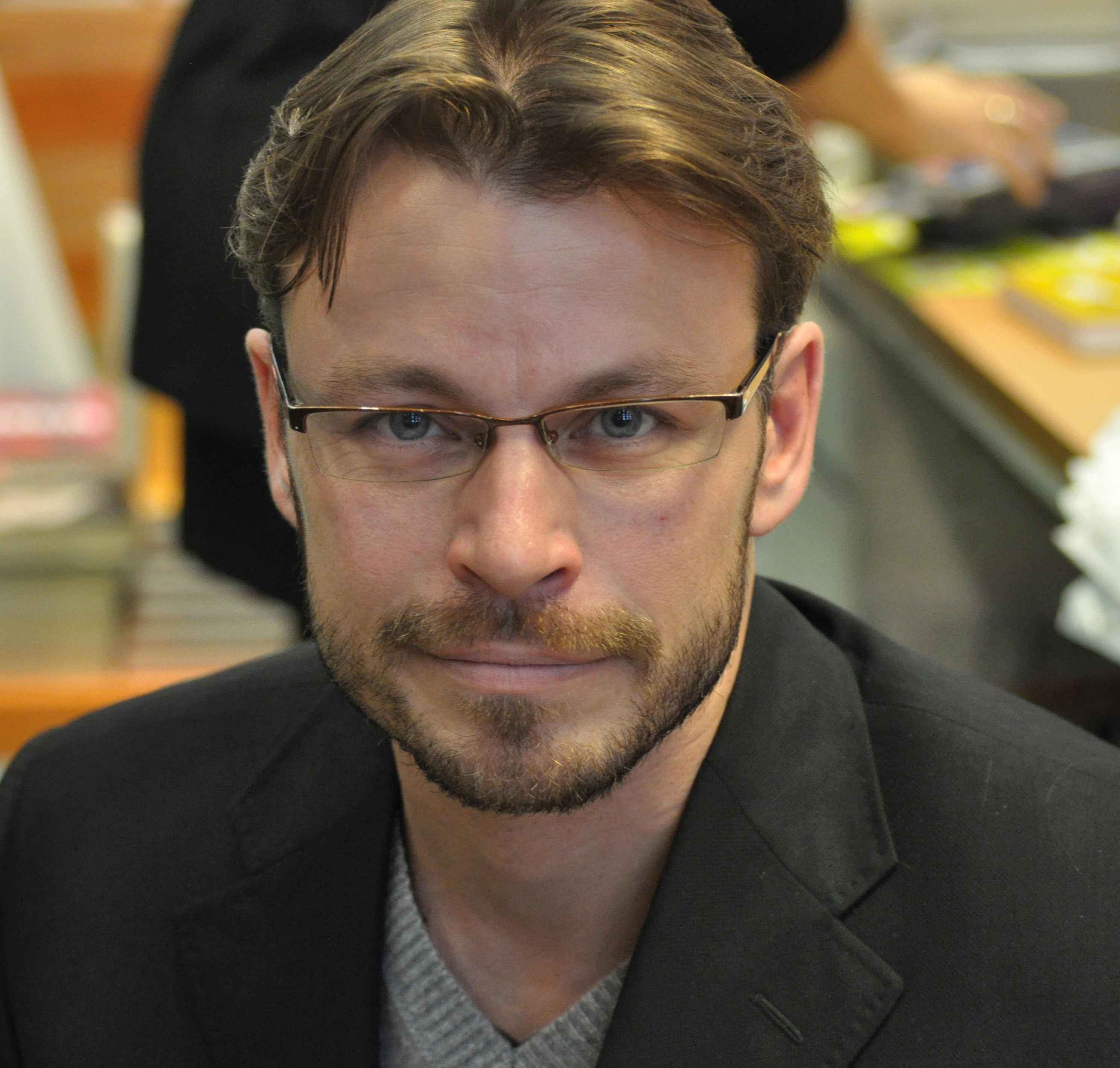
Peter Franzén, interprète d'Ilmo et de Jaakko Koskela.
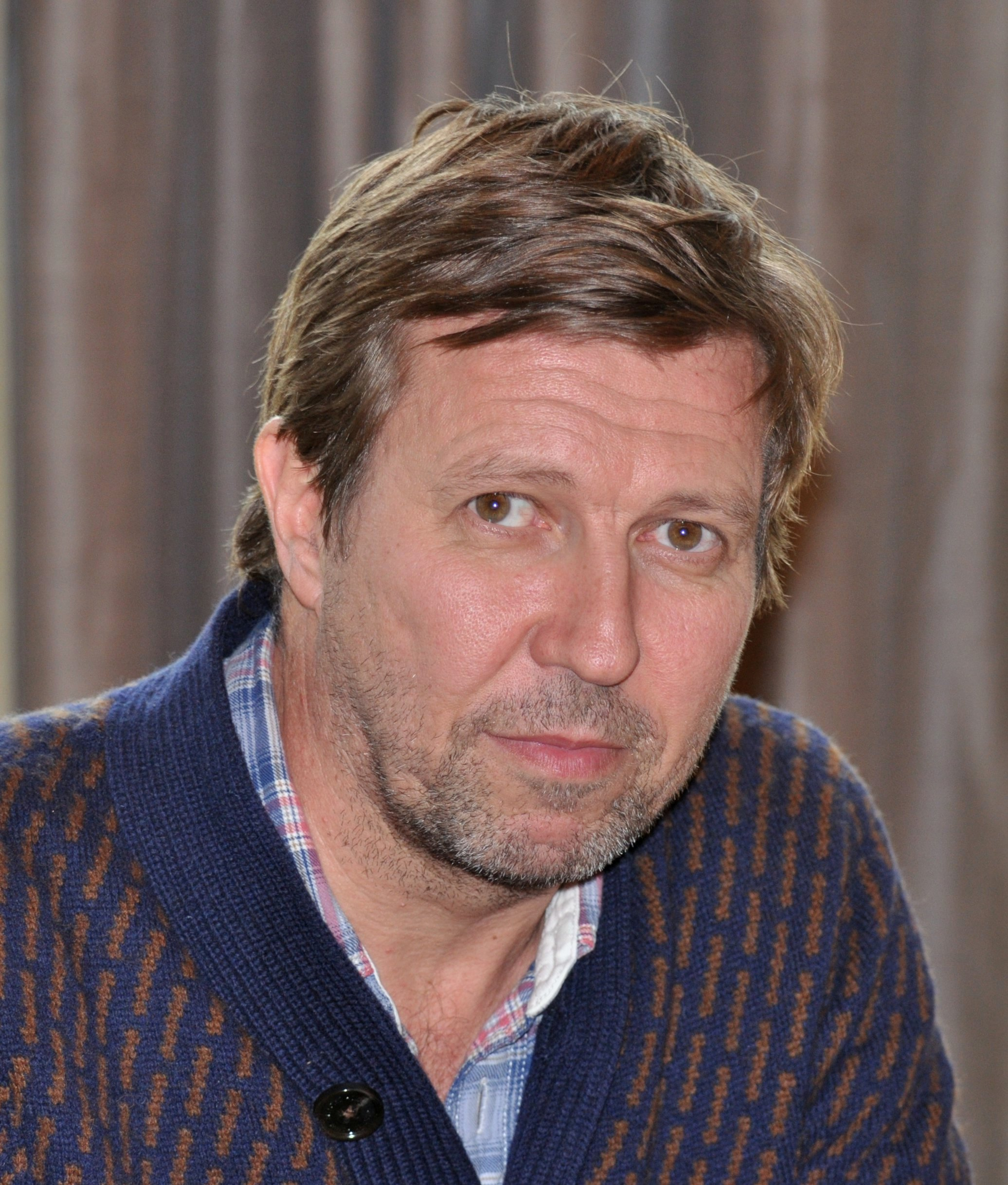
Martti Suosalo (en), interprète d'Ahti.
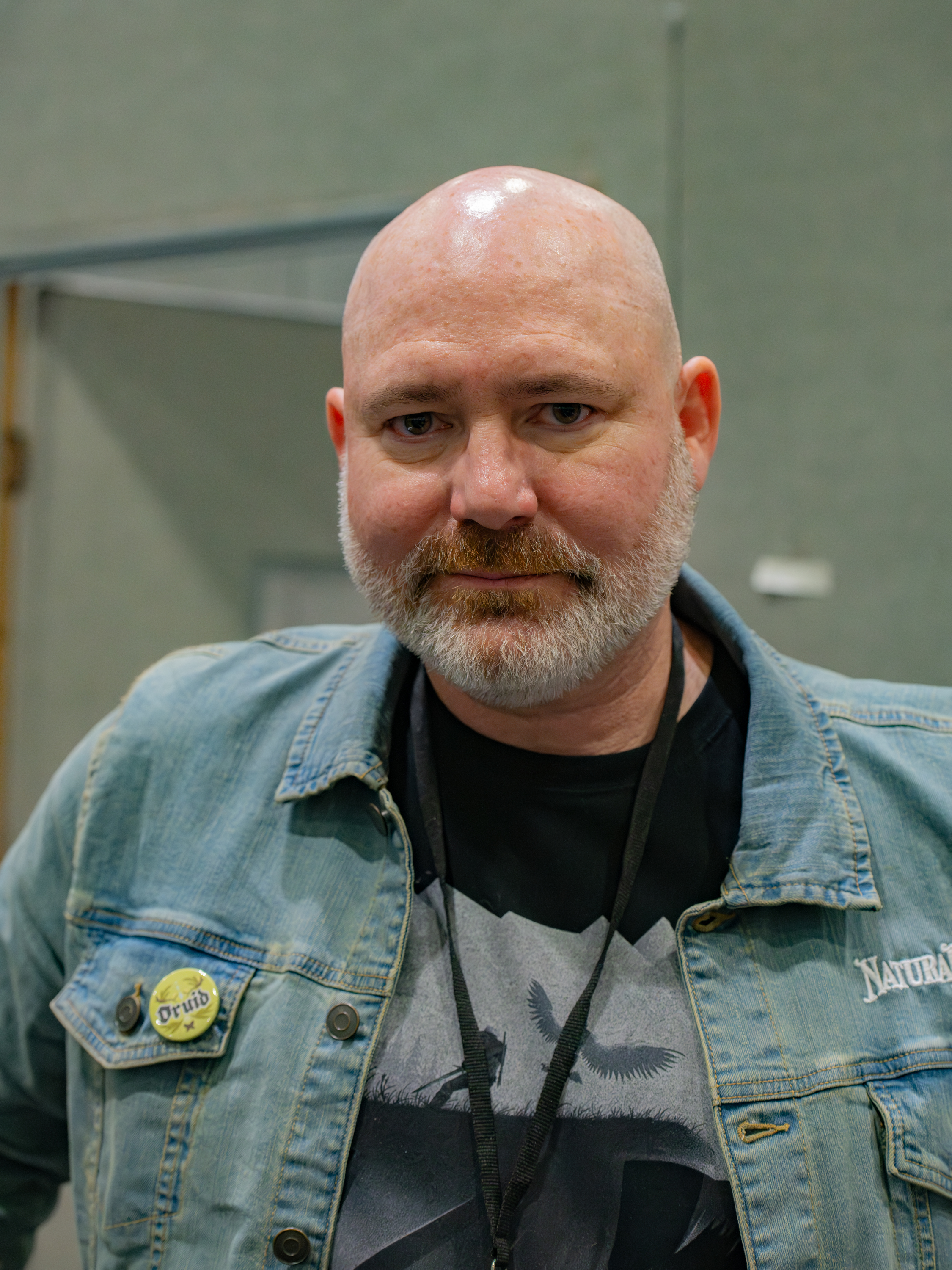
Doug Cockle (en), interprète de Robert Nightingale.

## Système de jeu
Alan Wake II est un jeu d'horreur de survie psychologique à la vue à la troisième personne.
Les joueurs incarnent Alan Wake ou Saga Anderson dans deux histoires distinctes, qui peuvent être jouées dans n'importe quel ordre choisi par le joueur.
Comme dans le précédent volet, le joueur affronte des personnes contrôlées par des forces obscures et protégées par une ombre surnommées « les Possédés ». Ceux-ci sont très vulnérables à la lumière et le joueur doit tirer parti des sources lumineuses pour enlever l'ombre qui fait office de bouclier. L'arme la plus utile pour combattre l'ennemi est la lampe torche qui nécessitent des piles. Le joueur dispose également de grenades flash assourdissantes ou encore de fusées éclairantes. Le personnage n'a pas de limite pour courir et peut esquiver les attaques.
Alan Wake II intègre des éléments de jeu d'enquête. Lorsque le joueur incarne Saga Anderson, il peut mettre le jeu pause, ce qui lui permet d'accéder à un espace sans ennemi surnommé « Mind Place ». Ce dernier est une représentation visuelle des pensées de Saga dans lequel le joueur gère un tableau d'affichage grâce auquel il peut relier des indices pour reconstituer le mystère principal, ainsi que profiler des personnages pour recueillir des indices.
Comme durant le premier volet, le joueur peut récolter des manuscrits qui prédisent les évènements du jeu ou qui offrent des éléments en lien avec l'histoire. Pour dialoguer avec les personnages non-joueurs le joueur a à sa disposition un système d'arbre de dialogue.

## Développement

### Annonce
En mai 2013, Sam Lake annonce le jeu Quantum Break et explique qu'Alan Wake II ne peut actuellement pas voir le jour à cause du faible succès commercial du premier volet.
En août 2019, Remedy sort son nouveau jeu Control. En août 2020, sort l'extension du jeu nommée AWE qui présente plusieurs personnages d'Alan Wake dont le rôle titre. Le même mois, Sam Lake officialise le « Remedy Connected Universe » et explique que plusieurs jeux du studio se déroulent dans le même univers.
Le jeu est officiellement annoncé lors de la cérémonie des Game Awards 2021. Une date de sortie est annoncée en mai 2023 lors d'une conférence PlayStation pour le 17 octobre 2023. Le 17 août 2023, Remedy annonce que le jeu est décalé au 27 octobre.

### Production
En décembre 2021, Sam Lake confirme que la vue du jeu sera comme son prédécesseur à la troisième personne. Il annonce également le retour d'Ilkka Villi (en), le « visage d'Alan Wake » qui interprète le rôle titre durant les séances de capture de mouvement, mais aussi le retour de Matthew Porretta pour de nouveau prêter sa voix au personnage.
Une bande annonce sort durant le PlayStation Showcase en mai 2023. Durant celle-ci, on peut apercevoir l'agent du FBI Alex Casey qui a le visage de Sam Lake. Le personnage est auparavant apparu sous forme d'easter egg lors d'une séquence FMV du jeu Quantum Break. Ce n'est pas la première fois que le développeur prête ses traits à un de ses personnages, puisque le héros du premier Max Payne a également son visage. On note également que le personnage a la voix de James McCaffrey, l'interprète de Max Payne dans la franchise, mais aussi du poète Thomas Zane dans Alan Wake et du directeur Trench dans Control,.
Durant le Summer Game Fest de juin 2023, l'acteur finlandais Peter Franzén est annoncé dans le rôle des frères Ilmo et Jaakko Koskela. En août 2023, Sam Lake annonce le personnage de Mr. Door, un présentateur de late-night show interprété par l'acteur David Harewood. Le nom du personnage est mentionné dans le jeu Control. Le même mois, l'acteur Shawn Ashmore qui incarne le protagoniste de Quantum Break est annoncé dans le rôle du shérif Tim Breaker. Interprété par Janina Gavankar, le personnage de Kiran Estevez mentionné dans Control est révélé en octobre.

### Inspirations
Pour combiner le genre horrifique avec celui du policier, le jeu s'inspire de plusieurs œuvres mettant en scènes des détectives. Le duo Saga Anderson et Alex Casey s'inspire notamment de la première saison de True Detective (2014) : « L'une des premières choses qui nous est venue à l'esprit lorsque nous avons réfléchi à la création du concept d'un agent du FBI venant avec son partenaire pour enquêter sur ces meurtres a été la première saison de True Detective [...] Le genre de dynamique entre les deux détectives et la façon dont ils travaillent ensemble pour résoudre cette affaire est quelque chose qui nous paraît très convaincant. Et puis, évidemment, du point de vue stylistique, encore une fois, il contient de nombreux éléments rituels sur lesquels nous avons pu très bien nous appuyer. »,. Maloney cite également Le Silence des agneaux (1991) de Jonathan Demme et Seven (1995) de David Fincher, expliquant par rapport à ce dernier que : « Quand je regarde Saga, je vois beaucoup de Seven. C'est une professionnelle accomplie, elle est très talentueuse dans ce qu'elle fait. Elle est ici avec son partenaire, Alex Casey, pour essayer de résoudre cette série de mystères qui semblent de plus en plus impossibles. Je veux dire, ce n'est pas qu'ils sont drôles, mais il y a un va-et-vient plaisant qui me rappelle vraiment Morgan Freeman et Brad Pitt, qui ne semble pas différent. »,. Lake ajoute : « Seven est définitivement un bon exemple de la fusion de la fiction policière et de l'horreur [...] Dans l'ensemble, les histoires de tueurs en série se rapprochent souvent d'un film d'horreur tout en étant également une histoire policière. »,.
Le studio s'inspire également de l'interprétation de la pluie dans le film : « Pour le Cauchemar de Wake à New York, nous voulions que le décor soit plus crasseux, plus délabré. Il pleut beaucoup. Et donc des choses comme Seven, comment ils utilisent la pluie pour intensifier différentes humeurs, nous n'utilisons la météo pas seulement comme un élément visuel. Nous voulons également l'utiliser de manière narrative pour que, à mesure que les choses dégénèrent, il y a plus d'eau, il y a plus de pluie. »,. Taxi Driver a également influencé la représentation de la ville au sein de la Dark Place, le jeu reprenant notamment « les visuels de l’asphalte mouillé et des panneaux néons qui s’y reflètent. »,.
Comme dans leurs autres productions, le studio a été influencé par le travail de David Lynch, plus particulièrement la série Twin Peaks. Pour la direction artistique, le studio a également été influencé par les frères Coen, dont le film Fargo (1996), pour ne pas rendre le jeu « très moderne, il fallait que ce soit comme si c'était un lieu perdu dans le temps. »,.
Comme pour le précèdent volet, le jeu ne prend pas l'aspect du genre du Body horror ou du zombie horror, mais celui de l'horreur psychologique surnaturelle : « Nous nous concentrons donc davantage sur la création d'une atmosphère, sur le sentiment d'effroi qui vient non seulement du monde dans lequel vous vous trouvez et de ce que nous faisons au niveau audio et atmosphérique pour vous faire ressentir cela, mais aussi au niveau narratif. »,. Le cinéaste Christopher Nolan a influencé plusieurs éléments de l'intrigue du personnage d'Alan Wake, comme le narrateur non fiable à cause de sa mémoire présent dans Memento (2000), là où l'aspect onirique de la Dark Place puise dans Inception (2010). Pour ce qui est de l'influence d'autres jeux vidéo, l'impact des franchises Resident Evil (1996-) et Silent Hill (1999-) se remarque instantanément. La gestion de la caméra dans les Resident Evil a notamment été examinée « [...] pas seulement parce que [...] cela a fonctionné pour eux [...] c'est plus par exemple, comment cela nous aide-t-il à créer le type d'expérience que nous souhaitons ? Plus claustrophobe ; rendre le joueur plus vulnérable ; rendre les ennemis plus physiques et plus dangereux. »,. Kyle Rowley approfondit le parallèle avec la franchise : « Juste au moment où nous élaborions le concept d’Alan Wake 2, Capcom a publié le remake de Resident Evil 2. La capacité de ce jeu à moderniser un classique vieux de 20 ans et son accueil incroyable nous ont définitivement rendus plus confiants dans notre décision de changer de genre. »,.
Le studio mentionne également Daniel Mullins pour son travail sur ses jeux Pony Island (en) (2016) et Inscryption (2021).

### Contenus téléchargeables
Après la sortie du jeu, des contenus téléchargeables additionnels sont gratuitement disponibles, tandis que deux extensions payantes, Night Springs et The Lake House, servent à étendre l'histoire.

### Mise à jour
Au 11 décembre 2023, la mise à jour The Final Draft apporte, entre autres, de nouveaux éléments scénaristique à l'intrigue du jeu, un nouveau niveau de difficulté plus exigeant et un New Game Plus.

## Accueil

### Critiques
L’œuvre est unanimement saluée par la presse, avec notamment un score de 89 sur 100 sur les agrégateurs de notes OpenCritic et Metacritic, à la fois pour les versions Windows et PlayStation 5,,,.

### Ventes
En février 2024, Remedy Entertainment affirme avoir vendu 1,3 million de copies d'Alan Wake 2, ce qui en fait le meilleur lancement de l'histoire du studio,. En novembre 2024, l'entreprise finlandaise rapporte que le jeu s'est écoulé à plus d'1,8 million d'exemplaires et est enfin rentable (pour un budget estimé à 75 millions de dollars),.

## Distinctions

### Récompenses
- The Game Awards 2023 : 
  - Meilleure réalisation
  - Meilleure narration
  - Meilleure direction artistique
- New York Game Awards 2024
  - Prix Statue of Liberty pour le meilleur monde
- Arab Game Awards 2023[45] :
  - Meilleur jeu
  - Meilleure histoire
  - Meilleure réalisation
  - Meilleur design visuel
  - Meilleure réalisation technique
  - Meilleur game design
  - Meilleur jeu d'horreur
- Elder Players 2023[46] :
  - Meilleur jeu narratif
  - Meilleur jeu d'horreur
  - Meilleur visuels
  - Meilleure musique
  - Meilleure game direction
- 27e cérémonie des DICE Awards :
  - Meilleure direction artistique
- 22e cérémonie des Visual Effects Society Awards[47] :
  - Meilleurs effets visuels dans un projet en temps réel
- 20e cérémonie des British Academy Games Awards[48] :
  - Meilleure direction artistique
  - Meilleur son

### Nominations
- The Game Awards 2023 : 
  - Jeu de l'année
  - Meilleure musique
  - Meilleur design audio
  - Meilleure performance d'acteur pour Melanie Liburd
  - Meilleur jeu d'action/aventure
- New York Game Awards 2024[49] :
  - Prix Big Apple pour le jeu de l'année
  - Prix Herman Melville pour la meilleure écriture dans un jeu
  - Prix Great White Way pour la meilleure performance d'acteur dans un jeu
  - Prix Tin Pan Alley pour la meilleure musique dans un jeu
- Arab Game Awards 2023[45] :
  - Jeu préféré des fans
  - Meilleur son
  - Meilleure animation
  - Meilleur jeu d'aventure
- Elder Players 2023[46] :
  - Meilleur jeu d'action/aventure
  - Meilleur sound design
- 27e cérémonie des DICE Awards :
  - Jeu de l'année pour Sam Lake, Kyle Rowley et Joonas Tamminen
  - Meilleure prestation de personnage (Saga Anderson)
  - Meilleure composition musicale originale
  - Meilleure conception audio
  - Meilleure histoire
  - Meilleure réalisation technique
  - Jeu d'aventure de l'année
- 20e cérémonie des British Academy Games Awards[50] :
  - Meilleur jeu
  - Meilleure animation
  - Meilleure musique
  - Meilleure narration
  - Meilleure performance dans un second rôle
  - Meilleure contribution technique